# Skopje
Skopje (macedònic: Скопје; antigament també Escòpia) és la capital i la ciutat més gran de la República de Macedònia del Nord. Té 526.502 habitants (cens del 2021), que equival a més d'una quarta part de la població total del país. Skopje es troba a la part més alta del riu Vàrdar. És el centre polític, econòmic, cultural i acadèmic del país i un centre important d'indústries metal·lúrgiques, químiques, de la fusta, tèxtils, del cuir i d'impremta. El desenvolupament industrial ha estat acompanyat per un intens desenvolupament intern i extern del comerç i de la banca, així com d'activitats culturals i esportives.
És una localització important per a les indústries de procés dels metalls, químiques, de la fusta, tèxtils, del cuir i d'arts gràfiques, però ha sofert tancaments importants des del 1991. El desenvolupament industrial de la ciutat ha estat acompanyat pel desenvolupament dels sectors comercial i bancari, a més de l'èmfasi en els camps de la cultura i l'esport.

## Nom
La ciutat està atestada pel primer nom en geografia per Ptolemeu ca. 150 CE com una de les ciutats de Romania Dardània. Ptolemeu descriu la ciutat en llatí com Scupi i en grec antic com Σκοῦποι. El topònim probablement pertany a un grup de topònims il·lírics similars que s'han transmès a les llengües eslaves de la mateixa manera que el topònim macedoni modern Skopje: Skoplje i Uskoplje a Bòsnia, Uskoplje a Dalmàcia (Croàcia). Shkup, el nom de la ciutat en albanès es va desenvolupar directament a partir de Scupi de l'època romana d'acord amb el desenvolupament fonològic albanès, la base de l'evidència d'un assentament albanés anterior a la zona. Shkupi és la forma definida de Shkup en albanès. Skopje, el nom de la ciutat durant l'edat mitjana, és la interpretació local eslava (macedònia) de Scupi. La interpretació turca otomana del nom de la ciutat és Üsküb (turc otomà: اسكوب ) i es va adaptar a les llengües occidentals en Uskub o Uskup, i aquestes dues denominacions es van utilitzar al món occidental fins al 1912. Algunes fonts occidentals també citen Scopia i Skopia. Scopia és de fet el nom de la ciutat en aromanès.
Quan Vàrdar Macedònia va ser annexada pel Regne de Sèrbia el 1912, la ciutat es va convertir oficialment en Skoplje (en alfabet ciríl·lic serbi: Скопље ) i aquest nom va ser adoptat per moltes llengües. Per reflectir la pronunciació local, el nom de la ciutat es va escriure finalment com Skopje (macedoni) després de la Segona Guerra Mundial, quan el macedoni estàndard es va convertir en la llengua oficial de la nova República Socialista de Macedònia.

## Història

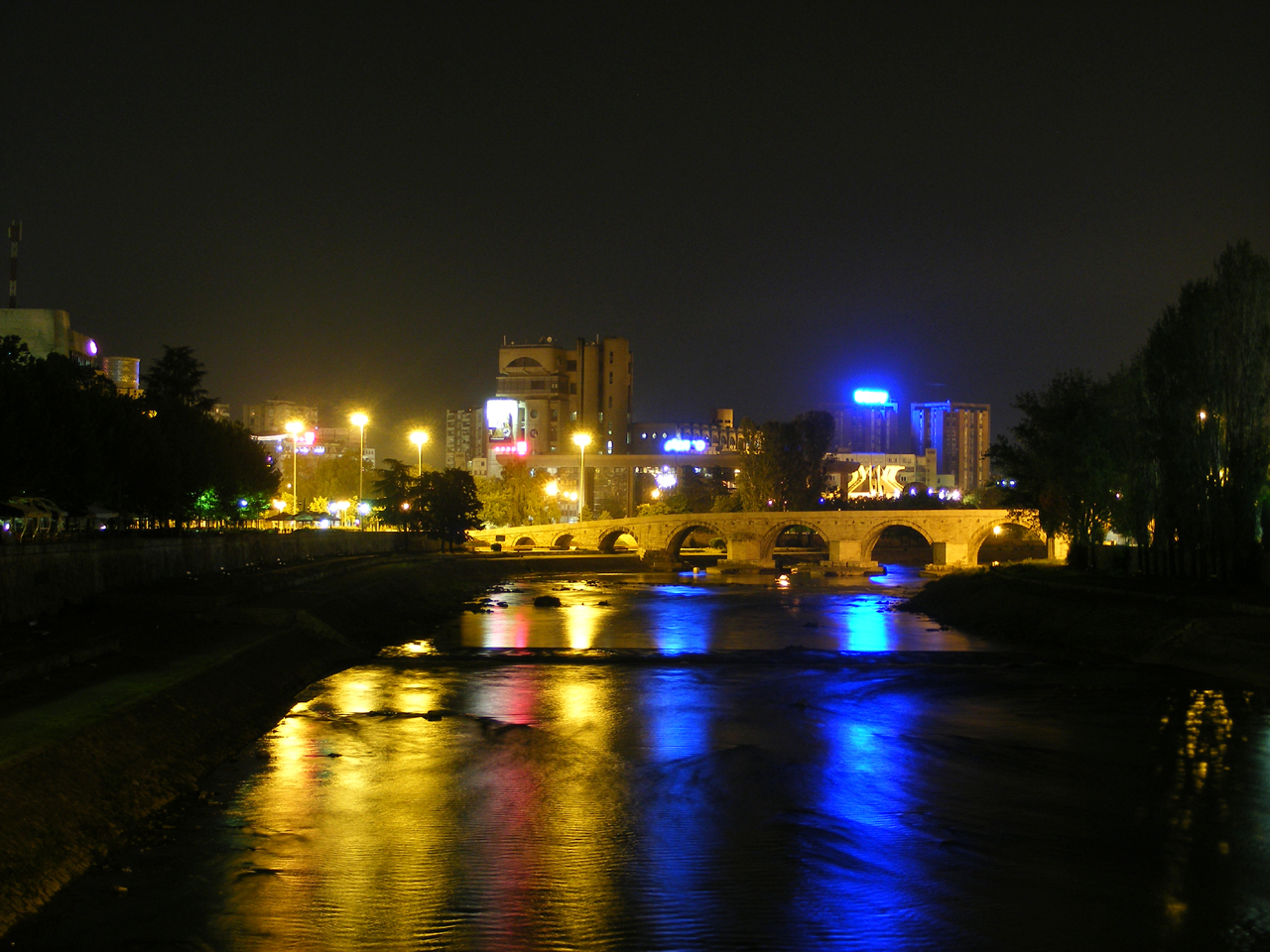
Vista del riu Vàrdar i el Pont de Fusta de nit.

Skopje (llatí: Scupi; grec antic: Σκοῦποι) va ser fundada en el segle iii aC sobre el riu Vàrdar (antic Àxios) per la tribu dels dàrdans, un poble que vivia fora de les fronteres del regne de Macedònia. Fou una fortalesa frontera dels il·liris amb Macedònia que estava situada a poc distància al nord-oest de la moderna ciutat on ara hi ha els pobles de Bardovac o Zlokučani. Al segle I aC fou capital de la província de Dardània, i va romandre una ciutat romana important (amb el nom llatinitzat de Scupi o Scopi) en l'època imperial. En època romana d'Orient va ser destruïda per un terratrèmol l'any 518, just després de ser atacada per tribus bàrbares, i es va reconstruir a una certa distància, a la vora del riu Vàrdar, amb el nom de Justiniana Prima. D'aquesta època és el monumental aqüeducte que abastia d'aigua a la ciutat. Bisbes de Scupi són coneguts entre els segles IV i VI. Es conserven runes d'una instal·lació termal i d'un teatre, d'una basílica episcopal i d'un cementiri, i sobretot de les muralles. Els eslaus li van donar el nom de Skopje i els romans d'Orient li deien Skopia. Els eslaus, arribats a la zona al segle vi, van dominar per un temps la ciutat al final del segle vii, però els romans d'Orient la van recuperar.
Vers el 980, els romans d'Orient foren derrotats al pas de les muntanyes Haemos pels búlgars però, 21 anys després, a començaments del segle xi, Basili II va derrotar completament als búlgars a la vora de Skopia. Els búlgars es van revoltar el 1040 i es van apoderar de la ciutat, però finalment foren derrotats; el 1071, altre cop revoltats sota la direcció del senyor local d'Uskub Jordi Vojtej, van fracassar igualment. El 1198, restaurat l'estat búlgar, Skopia en va passar a formar part, i la van conservar fins al 1277. En aquest any va passar als romans d'Orient sota Miquel VIII Paleòleg, però el serbis la van ocupar el 1282 fins al 1355. Des del 1346 va ser capital de la Gran Sèrbia d'Esteve Dušan. A la seva mort el 1355 va passar a Vukašin Mrnjavčević i al seu fill Marco Kraleviti (1356-1389). El 1389 va ser ocupada pels turcs otomans i llavors fou coneguda amb el nom turc Üsküb (Uskub) o Uskup durant el mig mil·lenni de domini otomà.
Üsküb es va convertir en la capital del wilayat (districte) de Kosovo; va començar el seu desenvolupament al segle xv en part aturat per un terratrèmol el 1533, i després un incendi el 1594; va tenir un gran desenvolupament en tots els camps als segles xvi i xvii i va esdevenir una de les principals viles de la Rumèlia. Evliya Çelebi la va visitar al segle xvii i en dona una extensa descripció. El 26 i 27 d'octubre de 1689 va ser saquejada i incendiada pel general austríac Picolomini durant la guerra de la Santa Lliga, en la qual els imperials van tenir el suport de rebels locals serbis; el 1690 ja tornava a estar en mans otomanes però havia quedat quasi despoblada, no sols per l'atac imperial sinó també per una pesta que va seguir; els musulmans van emigrar a Istanbul i els serbis (dirigits per Arsenje Čarnojević, cap al nord i cap a Hongria. El 1706 la pesta va tornar a assolar la regió i altre cop la ciutat, que es començava a recuperar, en va quedar afectada, fugint molts habitants que no es va compensar per l'arribada de serbis de les muntanyes i albanesos de Ljuma (Albània del nord), de Debar i de Kosovo. Al final del segle xviii encara no s'havia recuperat i és esmentada com una vila de segon orde amb uns 6.000 habitants; fou al segle xix quan va tornar a agafar empenta amb l'emigració d'habitants musulmans i cristians de les zones veïnes. L'obertura de la via fèrria de Belgrad a Nish, Uskub i Salònica comunicava la ciutat amb Sèrbia i afavoria el comerç, i encara va fer pujar més la població. El 1836 tenia 10.000 habitants, el 1858 havia passat a 20.000 (13.000 musulmans i 1.000 jueus, la resta cristians) i vers 1900 eren 32.000 habitants (uns 17.000 musulmans, principalment albanesos que parlaven turc en públic i albanès a casa, els jueus romanien estables). Va aparèixer el primer diari musulmà, anomenat Kosova, diari oficial del wilayat, que des del 1888 va tenir capital a Pristina; el diari va aparèixer fins al 1909.
Entre els habitants hi havia serbis, búlgars, turcs, albanesos i gitanos. Era la seu d'un arquebisbe grec ortodox, de l'arquebisbe dels Albanesos Catòlics Romans i d'un bisbe búlgar. El 1910, Agnes Gonxha Bojaxhiu, després coneguda com la Mare Teresa, va néixer a Üsküb en una família albanesa catòlica.
El 1912, els serbis la van ocupar i li van donar el nom de Skoplje durant la Primera Guerra Balcànica i va ser cedida a Sèrbia el 1913; durant la I Guerra Mundial va ser ocupada pels búlgars (1915 a 1918) però el desembre de 1918 fou assignada a Sèrbia, la qual es va unir a altres territoris per formar el Regne dels Serbis, Croats i Eslovens el 1920 i Iugoslàvia el 1929. El 1921 tenia 41.066 habitants. La majoria dels turcs van emigrar (1921-1924) i va passar a ser una ciutat eslava (Skoplje) que va arribar el 1941 als 80.000 habitants. Va estar sota el domini búlgar des de 1941 fins a 1944 i pels alemanys (1944) però va tornar a Iugoslàvia; fou alliberada pels partisans el 13 i 14 de novembre de 1944, i tot seguit es va transformar en la capital de la República Federada de Macedònia dins Iugoslàvia. El 1963, Skopje va ser colpejat per un gran terratrèmol, i una gran quantitat de monuments culturals van quedar greument danyats. Tot i aquest entrebanc el desenvolupament sota el domini iugoslau entre 1945 i 1991 fou extraordinari.
Skopje va créixer ràpidament i es va convertir en un important centre industrial del sud de la regió balcànica. La població va passar a 172.000 habitants el 1961 a 220.000 el 1965, i a 500.000 el 1985. La comunitat musulmana va gaudir de tolerància i va créixer a partir dels anys cinquanta. Entre 1991 i 1992 la Federació Iugoslava es va dissoldre i Skopje es va convertir en la capital de la República independent de Macedònia. Grècia es va oposar a l'ús del nom Macedònia pel nou estat i va imposar un bloqueig econòmic, el qual va afectar greument l'economia de Skopje, perquè es va tancar el seu accés al mar a través de Tessalònica. El bloqueig es va aixecar finalment el 1995 gràcies a un acord entre Grècia i Macedònia. Molts grecs denominen a Macedònia com la República de Skopje i als seus habitants (pejorativament) com Skopianí (habitants de Skopje en grec).

## Geografia
La ciutat està situada al nord del país, al cor dels Balcans, a mig camí entre Belgrad i Atenes, en el curs superior del riu Vàrdar, el principal riu de Macedònia, que desemboca al mar Egeu. La vall del Vàrdar està envoltada per turons i muntanyes que marquen els límits administratius de la ciutat.
El municipi es troba a una altitud d'uns 245 metres i ocupa una superfície de 1.818 km². L'àrea urbanitzada, però, està limitada a 70 km².
La ciutat de Skopje és a la frontera amb Kosovo, al nord-oest. Limita amb els municipis macedonis de Tchoutcher-Sandevo, Lípkovo, Aratchinovo, Ílinden, Stoudenitchani, Sopichte, Jelino i Yegounovtse.

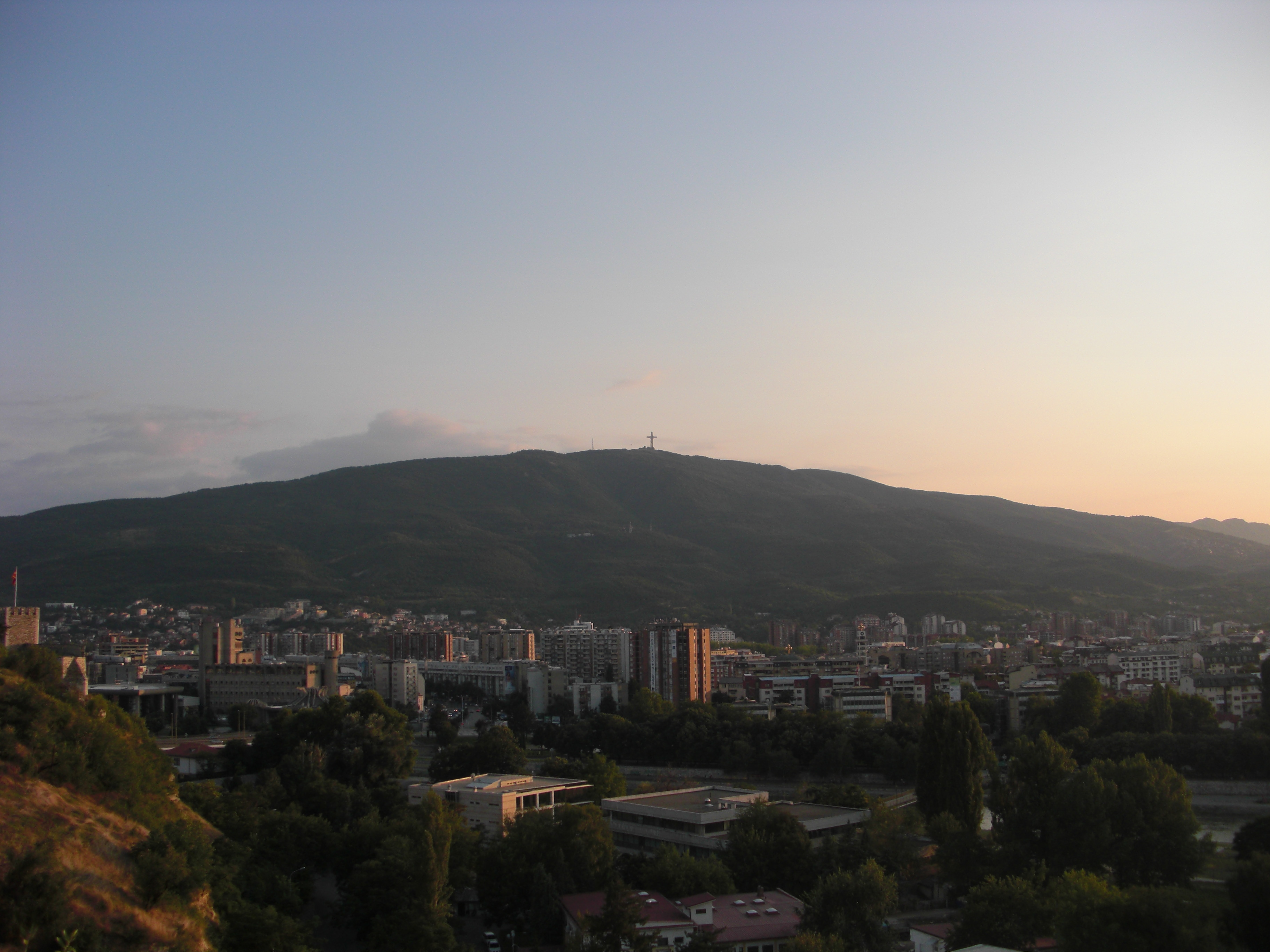
El mont Vodnoal fons amb vistes a Skopje
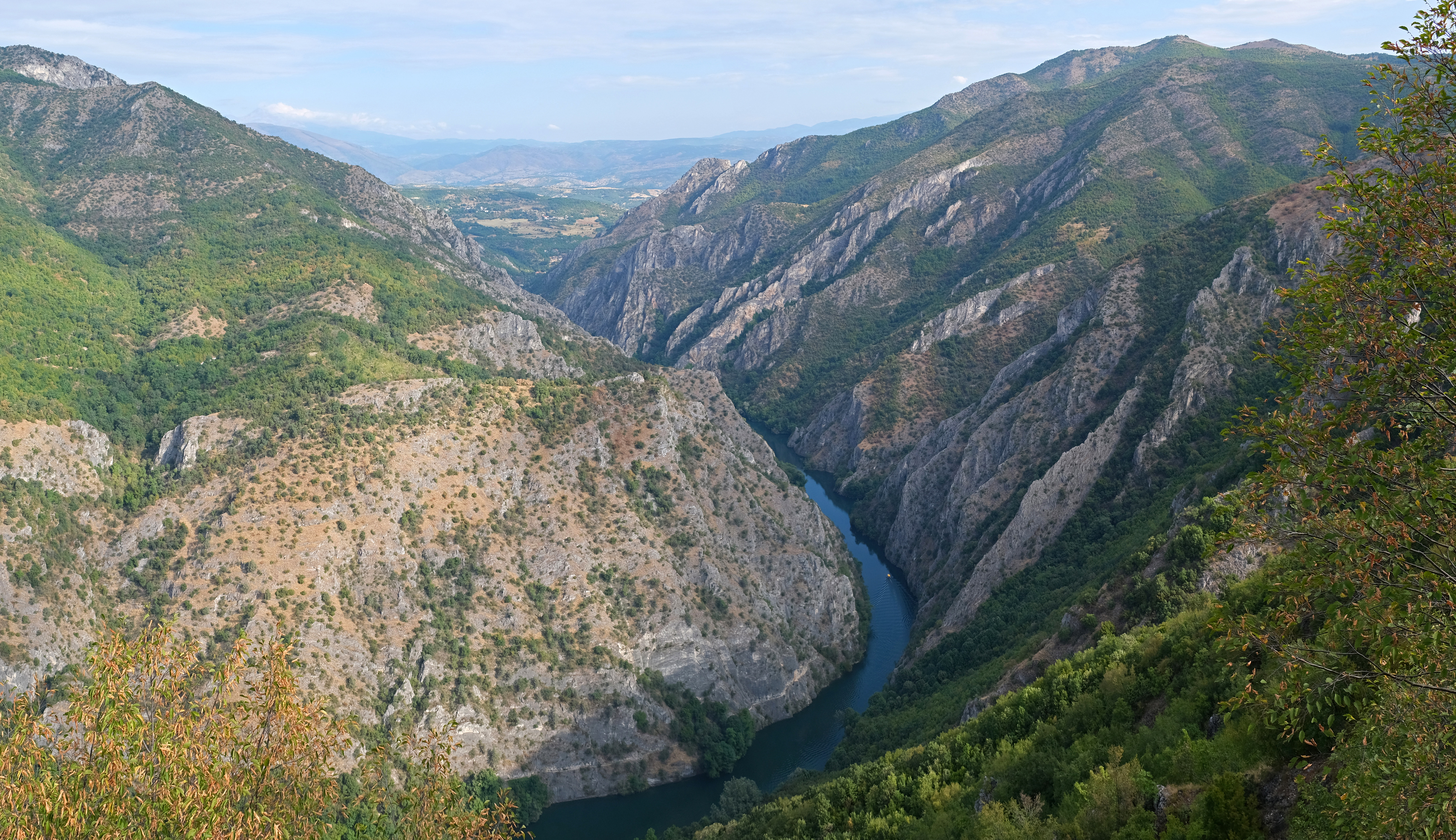
El canó de Matkaa l'extrem occidental de la ciutat de Skopje
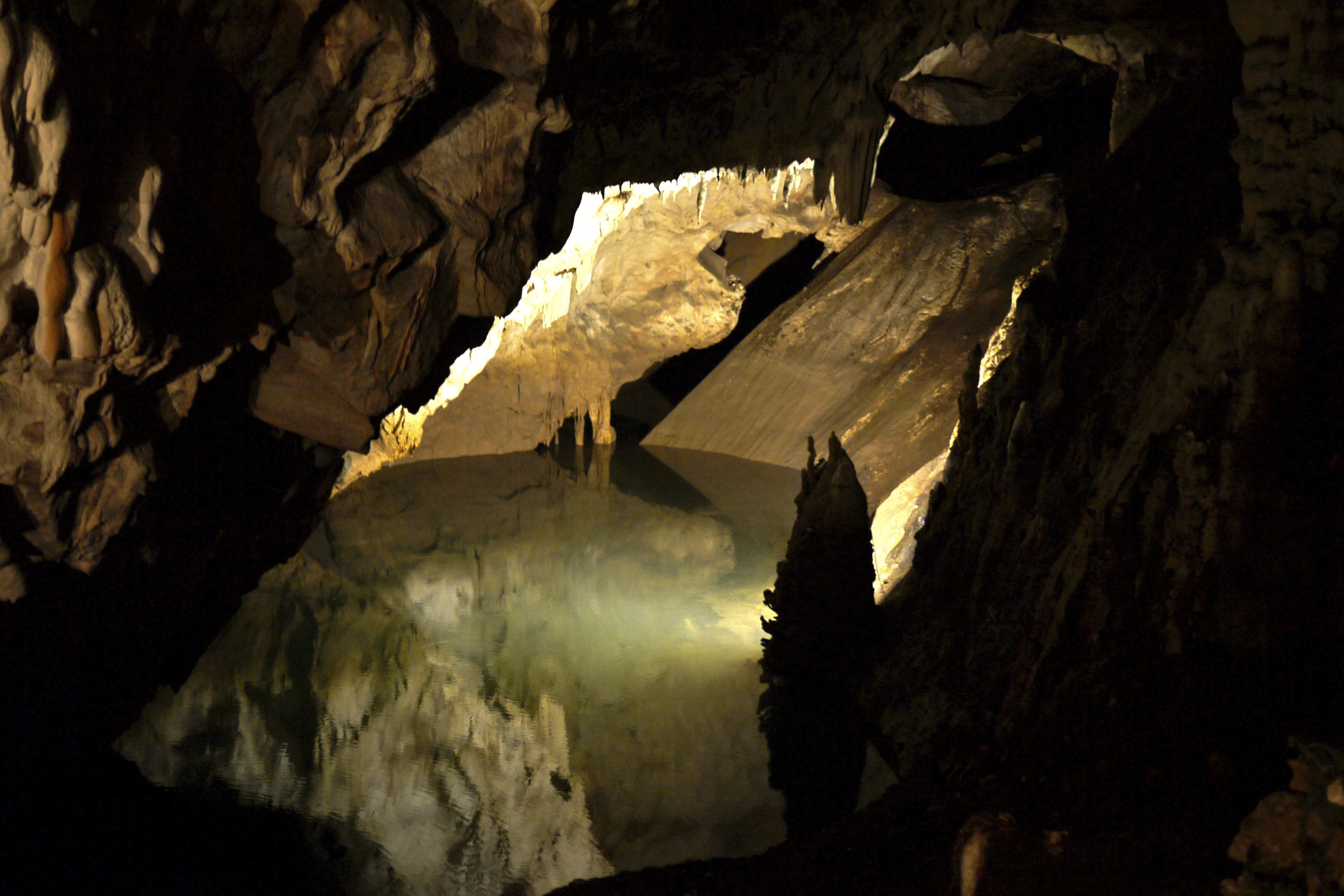
Una cova al Canyó de Matka

### Clima
La ciutat té un clima continental, amb estius càlids i hiverns freds.

### Hidrografia
El riu Vàrdar, que travessa Skopje, es troba a uns 60 km de la seva font prop de Gòstivar. A Skopje, el seu cabal mitjà és de 51 m3/s, amb una àmplia amplitud segons les estacions, entre 99,6 m3/s al maig i 18,7 m3/s al juliol. La temperatura de l'aigua està compresa entre 4,6 °C al gener i 18,1 °C al juliol.
Diversos rius es troben amb el Vàrdar dins dels límits de la ciutat. El més gran és el Treska, que fa 130 km llarg. Travessa el canó de Matka abans d'arribar al Vàrdar a l'extrem occidental de la ciutat de Skopje. El Lepenac, procedent del Kosovo, desemboca en el Vàrdar a l'extrem nord-oest de la zona urbana. La Serava, també procedent del Nord, havia passat per l'Antic Basar fins als anys 60, quan es va desviar cap a Oest perquè les seves aigües estaven molt contaminades. Avui dia, desemboca al Vàrdar a prop de les ruïnes de Scupi. Finalment, el Markova Reka, que neix a la muntanya Vodno, es troba amb el Vàrdar a l'extrem oriental de la ciutat. Aquests tres rius tenen menys de 70 km llarg.
La ciutat de Skopje incorpora dos llacs artificials, al Treska. El llac Matka és el resultat de la construcció d'una presa al Canyon Matka a la Dècada del 1930, i el llac Treska es va excavar amb finalitats d'oci el 1978. Es poden trobar tres petits llacs naturals prop de Smiljkovci, a la vora nord-est de l'àrea urbana.
Històricament, el riu Vàrdar va provocar moltes inundacions, com l'any 1962, quan el seu cabal de sortida va arribar als 1110 m3/s−1. Des de l'època bizantina s'han dut a terme diverses obres per limitar els riscos, i des de la construcció de la presa de Kozjak a la Treska l'any 1994, el risc d'inundació és proper a zero.
El subsòl conté un gran nivell freàtic que s'alimenta pel riu Vàrdar i funciona com un riu subterrani. Sota la taula hi ha un aqüífer contingut en marga. El nivell freàtic es troba de 4 a 12 m sota terra i de 4 a 144 m de profunditat. Diversos pous recullen les seves aigües, però la major part de l'aigua potable que s'utilitza a Skopje prové d'una font càrstica de Rašče, a l'oest de la ciutat.

### Geologia
La vall de Skopje limita a l'oest amb les muntanyes Šar, al sud amb la serralada de Jakupica, a l'est amb turons pertanyents a la serralada d'Osogovo i al nord amb la Skopska Crna Gora. El mont Vodno, el punt més alt dins dels límits de la ciutat, té 1066 m d'alçada i forma part de la serralada de Jakupica.
Tot i que Skopje està construïda als peus del mont Vodno, la zona urbana és majoritàriament plana. Comprèn uns quants turons menors, generalment coberts de boscos i parcs, com ara el turó Gazi Baba (325 m), Zajčev Rid (327 m), els contraforts del mont Vodno (els més petits tenen entre 350 i 400 m d'alçada) i el promontori d'on es construeix la fortalesa de Skopje.
La vall de Skopje es troba prop d'una falla sísmica entre les plaques tectòniques africana i euroasiàtica i experimenta una activitat sísmica regular. Aquesta activitat es veu potenciada per l'estructura porosa del subsòl. Grans terratrèmols es van produir a Skopje els anys 518, 1555 i 1963.
La vall de Skopje pertany a la regió geotectònica Vàrdar, el subsòl de la qual està format per dipòsits neògens i quaternaris. El substrat està format per dipòsits del Pliocè que són gres, margues i uns quants conglomerats. Està recobert per una primera capa de sorres i llims quaternaris, que té entre 70 i 90 m de profunditat. La capa està rematada per una capa molt més petita d'argila, sorra, llim i grava, transportada pel riu Vàrdar. Té entre 1,5 i 5,2 m de profunditat.
En algunes zones, el subsòl és càrstic. Va donar lloc a la formació de canyons, com el Matka Canyon, que està envoltat per deu coves. Tenen entre 20 i 176 m de profunditat.

## Escut
L'escut de la ciutat de Skopje té la forma d'un escut, la part superior del qual és còncava, l'esquerra i la cantonada superior dreta fan dues línies obliqües i els costats inferiors són externament dos arcs de mig punt que acaben amb un bec en la meitat de l'eix inferior. A l'interior mostra un pont de pedra sobre el riu Vàrdar, la Fortalesa de Skopje i els cims nevats de les muntanyes Šar. L'escut apareix també a la bandera de Skopje.

## Personatges nascuts a la ciutat
- Mare Teresa de Calcuta (1910-1997); el nom real va ser Agnes Gonxha Bojaxhiu, religiosa i missionera catòlica. Premi Nobel de la Pau el 1979, beatificada el 2003.

## Galeria

La ciutat de Skopje; els seus límits administratius estan en vermell.
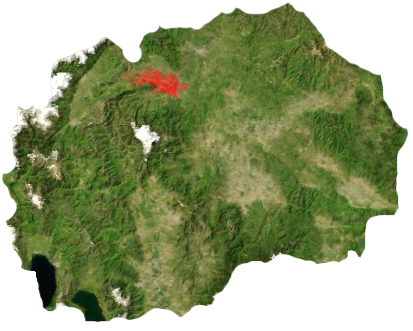
Ubicació de Skopje a Macedònia
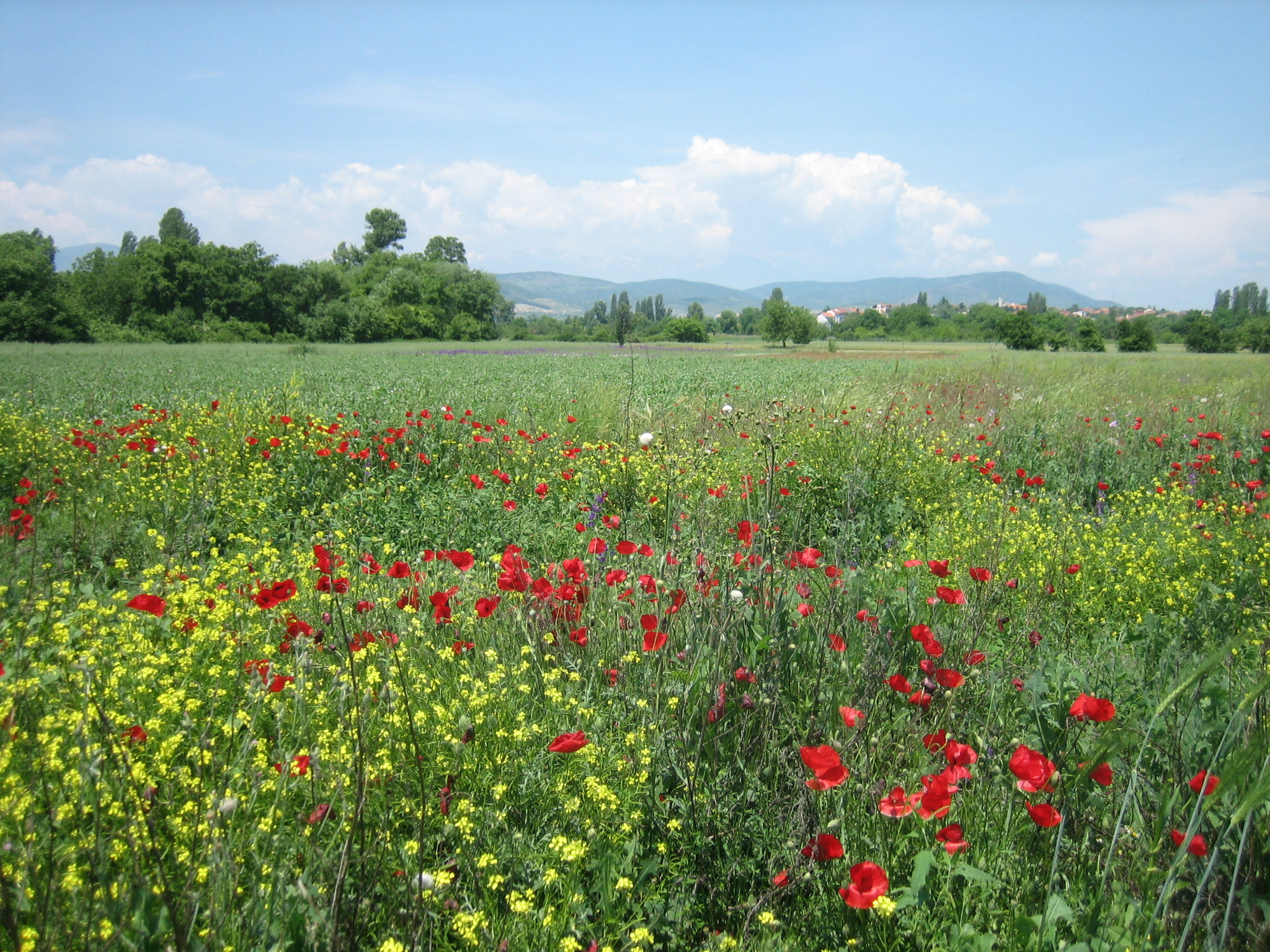
Paisatge de la vall de Skopje, prop de Bardovci

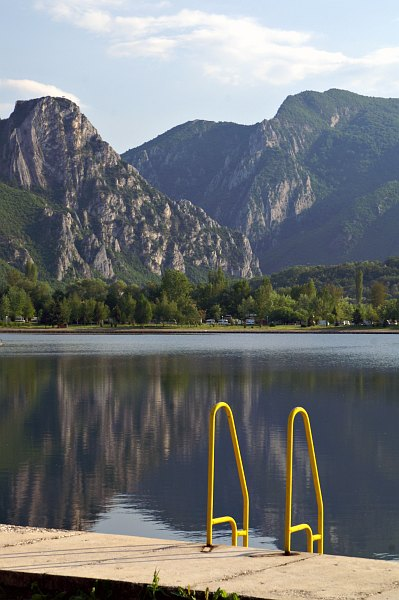
El llac de Treska
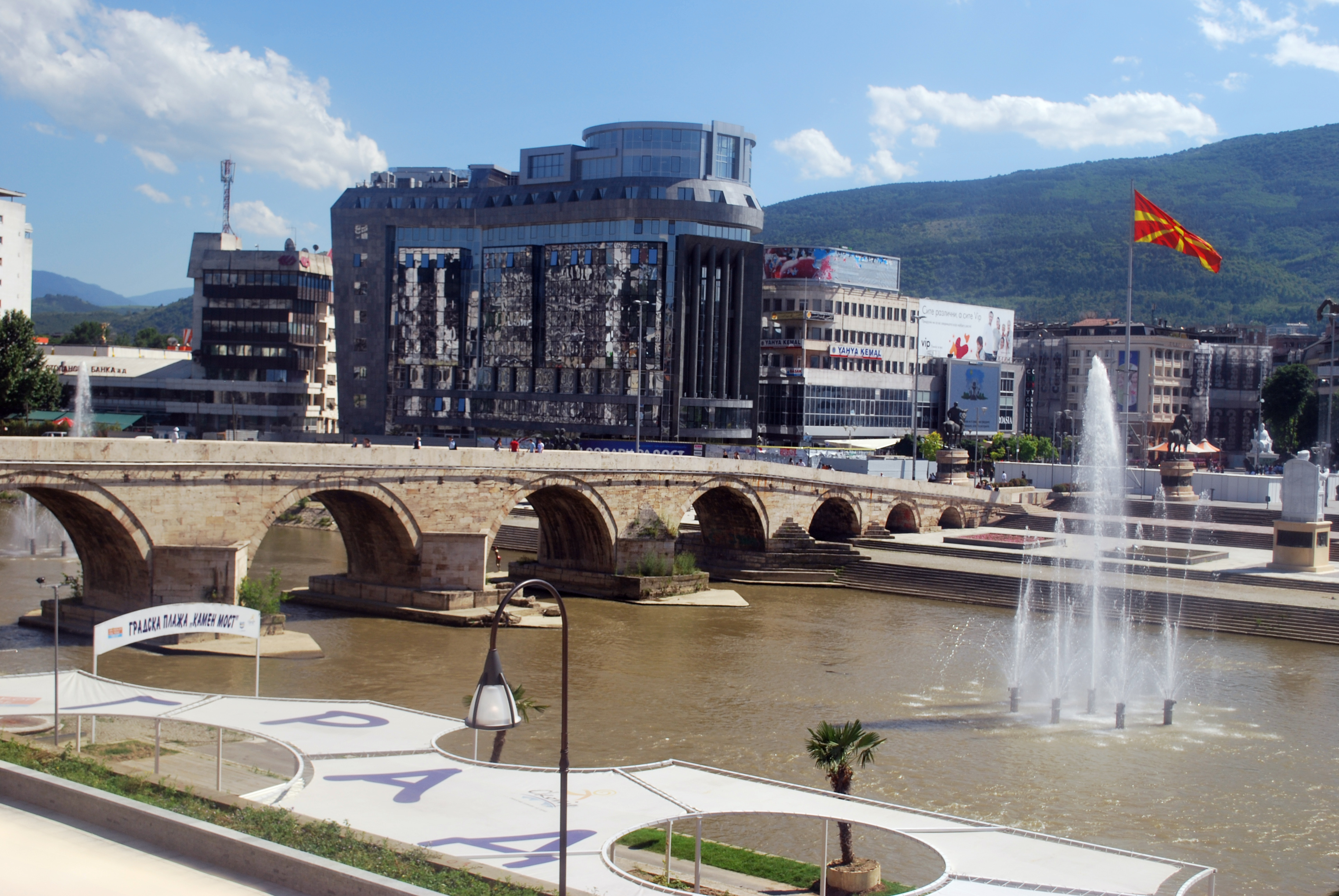
El Vàrdari el Pont de Pedra, símbol de la ciutat
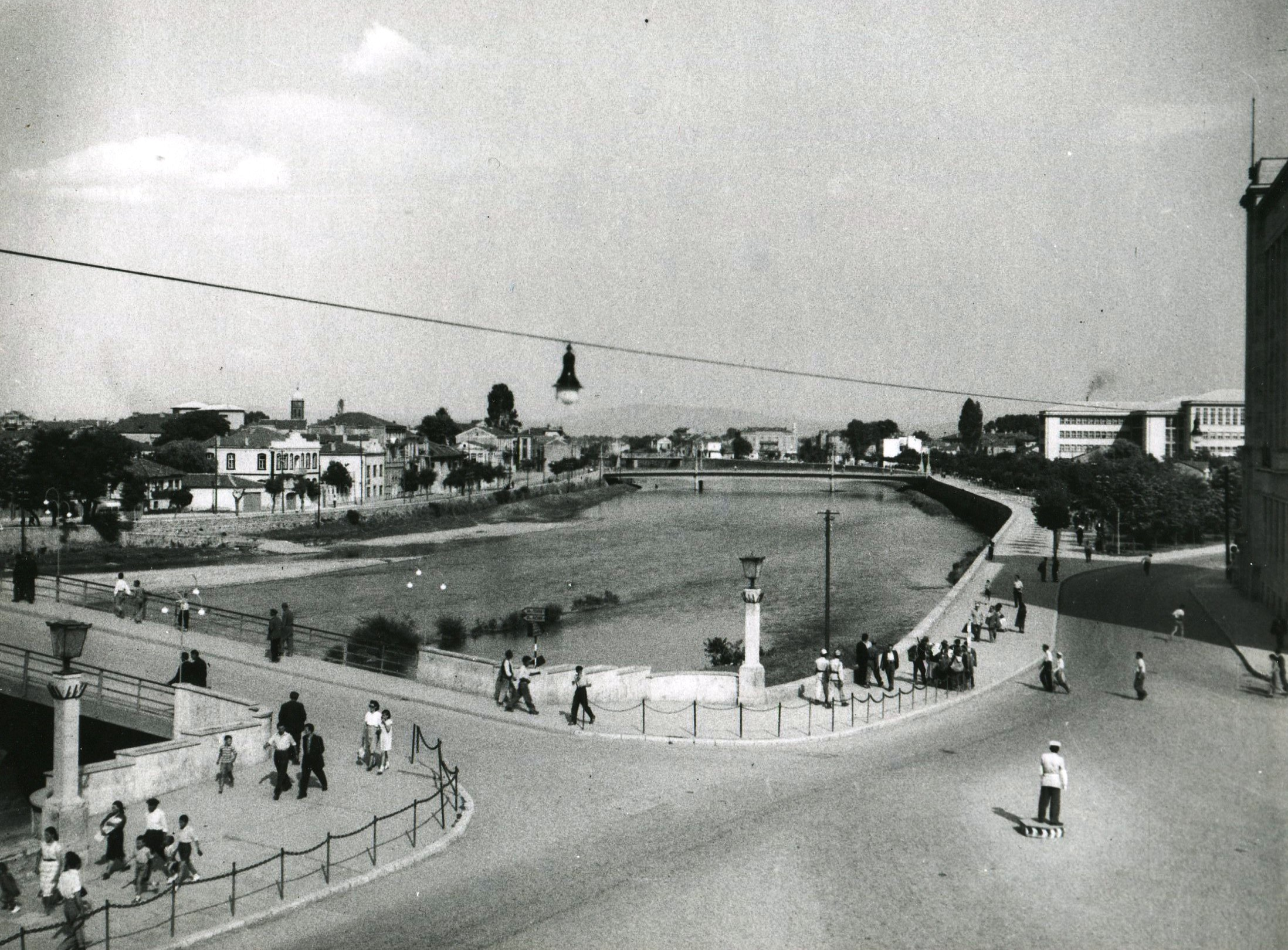
El riu principal que travessa el centre de Skopje, c. 1950
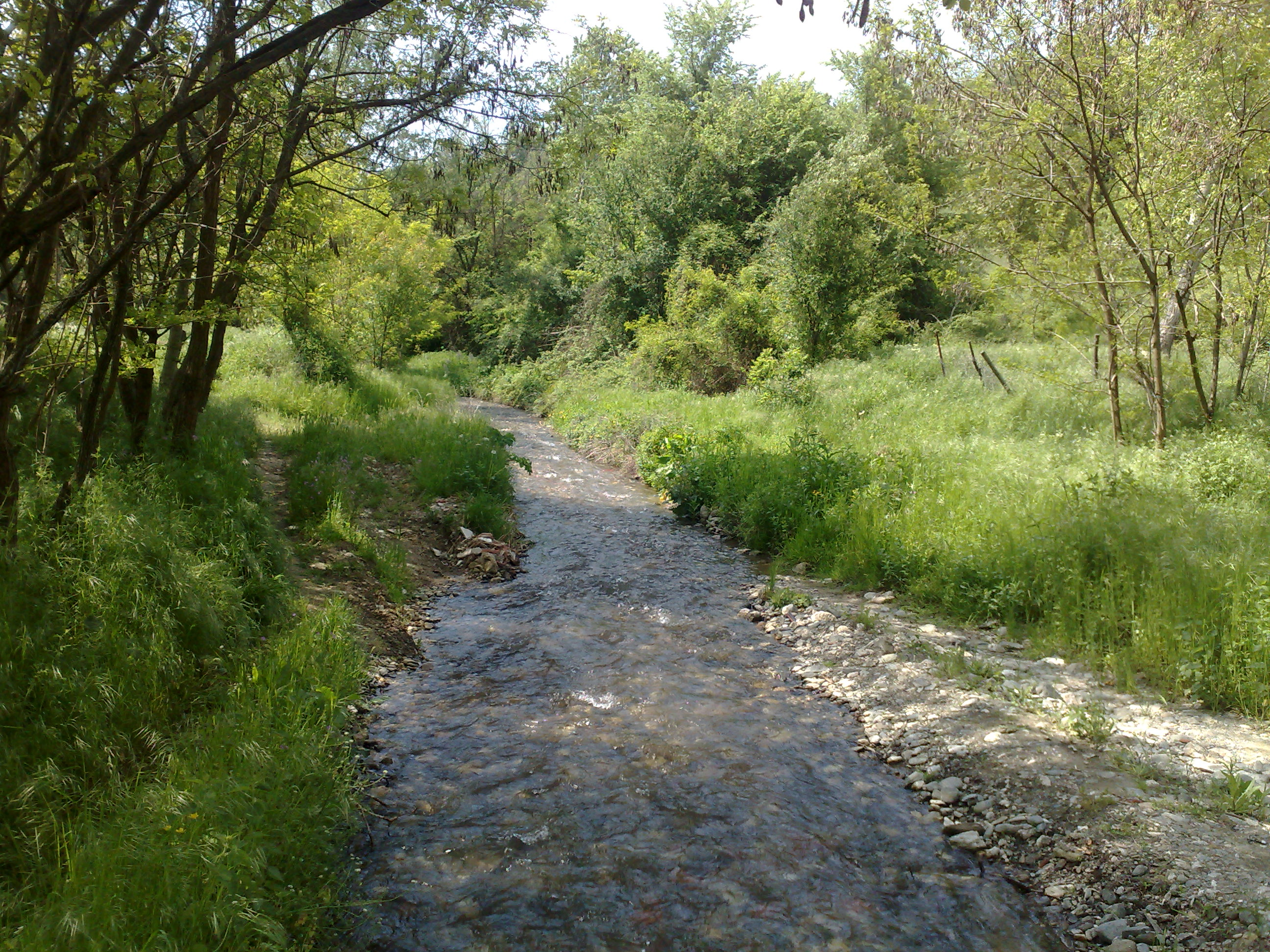
El Serava al nord de la ciutat